# Ragnhild di Norvegia
Ragnhild Alessandra di Norvegia (Oslo, 9 giugno 1930 – Rio de Janeiro, 16 settembre 2012) è stata una principessa norvegese.

## Biografia
Era figlia del re di Norvegia Olav V e della principessa Marta di Svezia.
Il 5 maggio 1953 a Asker sposò Erling Sven Lorentzen, ufficiale dell'esercito e uomo d'affari. Il matrimonio tra una principessa e un borghese scatenò aspre polemiche a cui seguì la perdita per Ragnhild di alcune prerogative proprie dei membri della casa reale.
La coppia si trasferì a Rio de Janeiro, in Brasile, dove visse fino alla morte.
Ha avuto tre figli:
- Haakon Lorentzen (Oslo, 23 agosto 1954);
- Ingeborg Lorentzen (Oslo, 27 febbraio 1957), sposata con Paulo Ribeiro;
- Ragnhild Lorentzen (Rio de Janeiro, 8 maggio 1968), sposata con l'americano Aaron Matthew Long.

Conservatrice convinta, criticò pubblicamente nel 2004 su una rete televisiva norvegese, TV2, i nipoti Marta Luisa e Haakon Magnus per la scelta dei rispettivi coniugi.
Essendo stata pronipote del re Edoardo VII del Regno Unito, la principessa faceva parte della linea di successione al trono britannico. Era infatti cugina di secondo grado della regina Elisabetta II del Regno Unito.
Una costa del continente Antartico, in suo onore, è chiamata Costa della principessa Ragnhild.
È scomparsa nel 2012 dopo una lunga malattia, all'età di 82 anni.

## Ascendenza
|                        |                    |                             | Genitori                          |  |  | Nonni |  |  | Bisnonni                   |  |  | Trisnonni                 |  |
|                        |                    |                             |                                   |  |  |       |  |  | Federico VIII di Danimarca |  |  | Cristiano IX di Danimarca |  |
|                        |                    |                             |                                   |  |  |       |  |  | Federico VIII di Danimarca |  |  | Cristiano IX di Danimarca |  |
|                        |                    | Luisa d'Assia-Kassel        |                                   |  |  |       |  |  | Federico VIII di Danimarca |  |  |                           |  |
| Haakon VII di Norvegia |                    |                             |                                   |  |  |       |  |  | Federico VIII di Danimarca |  |  |                           |  |
|                        |                    | Luisa di Svezia             | Carlo XV di Svezia                |  |  |       |  |  |                            |  |  |                           |  |
|                        |                    | Luisa di Svezia             | Carlo XV di Svezia                |  |  |       |  |  |                            |  |  |                           |  |
|                        |                    | Luisa di Svezia             | Luisa dei Paesi Bassi             |  |  |       |  |  |                            |  |  |                           |  |
| Olav V di Norvegia     |                    | Luisa di Svezia             |                                   |  |  |       |  |  |                            |  |  |                           |  |
|                        |                    | Edoardo VII del Regno Unito | Alberto di Sassonia-Coburgo-Gotha |  |  |       |  |  |                            |  |  |                           |  |
|                        |                    | Edoardo VII del Regno Unito | Alberto di Sassonia-Coburgo-Gotha |  |  |       |  |  |                            |  |  |                           |  |
|                        |                    | Edoardo VII del Regno Unito | Vittoria del Regno Unito          |  |  |       |  |  |                            |  |  |                           |  |
| Maud di Gran Bretagna  |                    | Edoardo VII del Regno Unito |                                   |  |  |       |  |  |                            |  |  |                           |  |
|                        |                    | Alessandra di Danimarca     | Cristiano IX di Danimarca         |  |  |       |  |  |                            |  |  |                           |  |
|                        |                    | Alessandra di Danimarca     | Cristiano IX di Danimarca         |  |  |       |  |  |                            |  |  |                           |  |
|                        |                    | Alessandra di Danimarca     | Luisa d'Assia-Kassel              |  |  |       |  |  |                            |  |  |                           |  |
| Ragnhild di Norvegia   |                    | Alessandra di Danimarca     |                                   |  |  |       |  |  |                            |  |  |                           |  |
|                        | Oscar II di Svezia | Oscar I di Svezia           |                                   |  |  |       |  |  |                            |  |  |                           |  |
|                        | Oscar II di Svezia | Oscar I di Svezia           |                                   |  |  |       |  |  |                            |  |  |                           |  |
|                        | Oscar II di Svezia | Giuseppina di Leuchtenberg  |                                   |  |  |       |  |  |                            |  |  |                           |  |
| Carlo di Svezia        | Oscar II di Svezia |                             |                                   |  |  |       |  |  |                            |  |  |                           |  |
|                        |                    | Sofia di Nassau             | Guglielmo di Nassau               |  |  |       |  |  |                            |  |  |                           |  |
|                        |                    | Sofia di Nassau             | Guglielmo di Nassau               |  |  |       |  |  |                            |  |  |                           |  |
|                        |                    | Sofia di Nassau             | Paolina di Württemberg            |  |  |       |  |  |                            |  |  |                           |  |
| Marta Sofia di Svezia  |                    | Sofia di Nassau             |                                   |  |  |       |  |  |                            |  |  |                           |  |
|                        |                    | Federico VIII di Danimarca  | Cristiano IX di Danimarca         |  |  |       |  |  |                            |  |  |                           |  |
|                        |                    | Federico VIII di Danimarca  | Cristiano IX di Danimarca         |  |  |       |  |  |                            |  |  |                           |  |
|                        |                    | Federico VIII di Danimarca  | Luisa d'Assia-Kassel              |  |  |       |  |  |                            |  |  |                           |  |
| Ingeborg di Danimarca  |                    | Federico VIII di Danimarca  |                                   |  |  |       |  |  |                            |  |  |                           |  |
|                        |                    | Luisa di Svezia             | Carlo XV di Svezia                |  |  |       |  |  |                            |  |  |                           |  |
|                        |                    | Luisa di Svezia             | Carlo XV di Svezia                |  |  |       |  |  |                            |  |  |                           |  |
|                        |                    | Luisa di Svezia             | Luisa dei Paesi Bassi             |  |  |       |  |  |                            |  |  |                           |  |
|                        |                    | Luisa di Svezia             |                                   |  |  |       |  |  |                            |  |  |                           |  |